# ليو تيريل
ليو تيريل (بالإنجليزية: Leo Terrell)‏ هو مدرس ومحامي ومقدم برامج إذاعية أمريكي، ولد في 1 فبراير 1955.